# Imre Mihályfi
Dans le nom hongrois Mihályfi Imre, le nom de famille précède le prénom, mais cet article utilise l’ordre habituel en français Imre Mihályfi, où le prénom précède le nom.
Imre Mihályfi, né le 7 janvier 1930 à Győr (Hongrie), est un réalisateur hongrois.

## Filmographie partielle

### Au cinéma
- 1958 : Az utolsó pillanat (court métrage)
- 1967 : Sellö a pecsétgyürün I (hu)
- 1967 : Sellö a pecsétgyürün II (hu)
- 1974 : Pókháló
- 1978 : A közös bün

## Récompenses et distinctions
- Prix Béla Balázs